# Sašo Fornezzi
Sašo Fornezzi (Slovenj Gradec, R.F.S. Yugoslavia, 11 de diciembre de 1982) es un futbolista esloveno de origen serbio, que se desempeña como portero y que actualmente milita, en el Antalyaspor de la Superliga de Turquía.

## Clubes
| Club            | País      | Año           |
| --------------- | --------- | ------------- |
| NK Dravograd    | Eslovenia | 2000 - 2001   |
| NK Publikum     | Eslovenia | 2003 - 2004   |
| Kapfenberger SV | Austria   | 2004 - 2006   |
| Grazer AK       | Austria   | 2006 - 2007   |
| Austria Viena   | Austria   | 2007-2008     |
| Wiener Neustadt | Austria   | 2007-2009     |
| Sivasspor       | Turquía   | 2012-2013     |
| Antalyaspor     | Turquía   | 2013-presente |

## Selección nacional
Ha sido internacional con la selección de fútbol de Eslovenia, ha jugado 9 partidos internacionales con la selección eslovena sub-21 y desde el año 2008, que participa en la selección adulta.